# Rechtebachtal bei Georgenborn
Das Rechtebachtal bei Georgenborn ist ein Naturschutzgebiet in den Gemarkungen von Georgenborn und Martinsthal im Rheingau-Taunus-Kreis im deutschen Bundesland Hessen.

## Lage
Das 18,48 Hektar große Schutzgebiet im Naturraum des Rheingau-Wiesbadener Vortaunus (Teil des Vortaunus) besteht aus zwei Teilen entlang des Rechtebachs, eines orographisch linken Nebenlaufs der Walluf.
Der Rechtebach entspringt im nördlich gelegenen Teil des Naturschutzgebiets östlich von Georgenborn, einem Ortsteil der Gemeinde Schlangenbad. Er fließt nach Süden und unterquert die Landesstraße L 3441. Südlich davon kreuzt der Bach den Wanderweg Rheinsteig und verlässt das Naturschutzgebiet und den Rheingau-Taunus-Kreis. Der Bach fließt innerhalb der Gemarkung Frauenstein der Stadt Wiesbaden durch das Landschaftsschutzgebiet Stadt Wiesbaden, östlich des Bachs liegen der Friedwald Terra Levis und die Quelle des Erlenbachs mit dem Naturschutzgebiet Sommerberg bei Frauenstein. Nach rund einem Kilometer fließt der Rechtebach in die Gemarkung des Ortsteils Martinsthal der Stadt Eltville am Rhein und erreicht damit den südlichen Teil des Naturschutzgebiets. Nach rund drei Kilometern mündet er nördlich von Rauenthal in die Walluf, die im Ort Niederwalluf in den Rhein fließt.

## Naturschutz
Zweck des Naturschutzgebietes ist es, den naturnahen Bachlauf und die angrenzenden Grünland- und Waldflächen als Lebensraum für seltene und gefährdete Tier- und Pflanzenarten zu erhalten.

## Geschichte
Am 3. Dezember 1986 wurde ein 35,18 Hektar großes Gebiet in der Gemarkung von Georgenborn und Martinsthal im Rheingau-Taunus-Kreis sowie Frauenstein für eine Zeit von drei Jahren einstweilig sichergestellt, um als Naturschutzgebiet ausgewiesen zu werden. Am 21. November 1989 wurde ein kleineres Gebiet ohne die Flächen in Frauenstein als Naturschutzgebiet ausgewiesen.

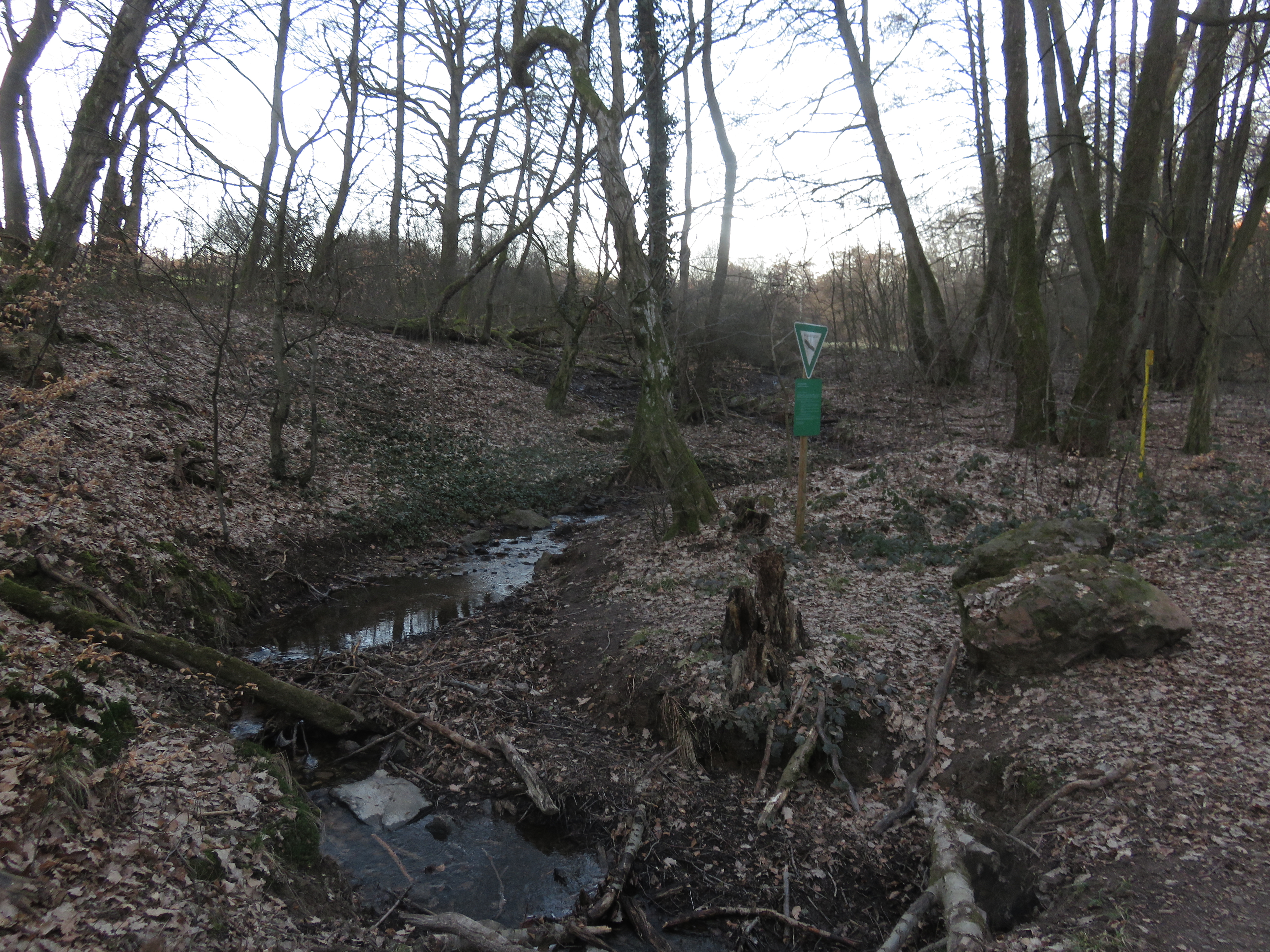
Blick vom Rheinsteig auf den Rechtebach
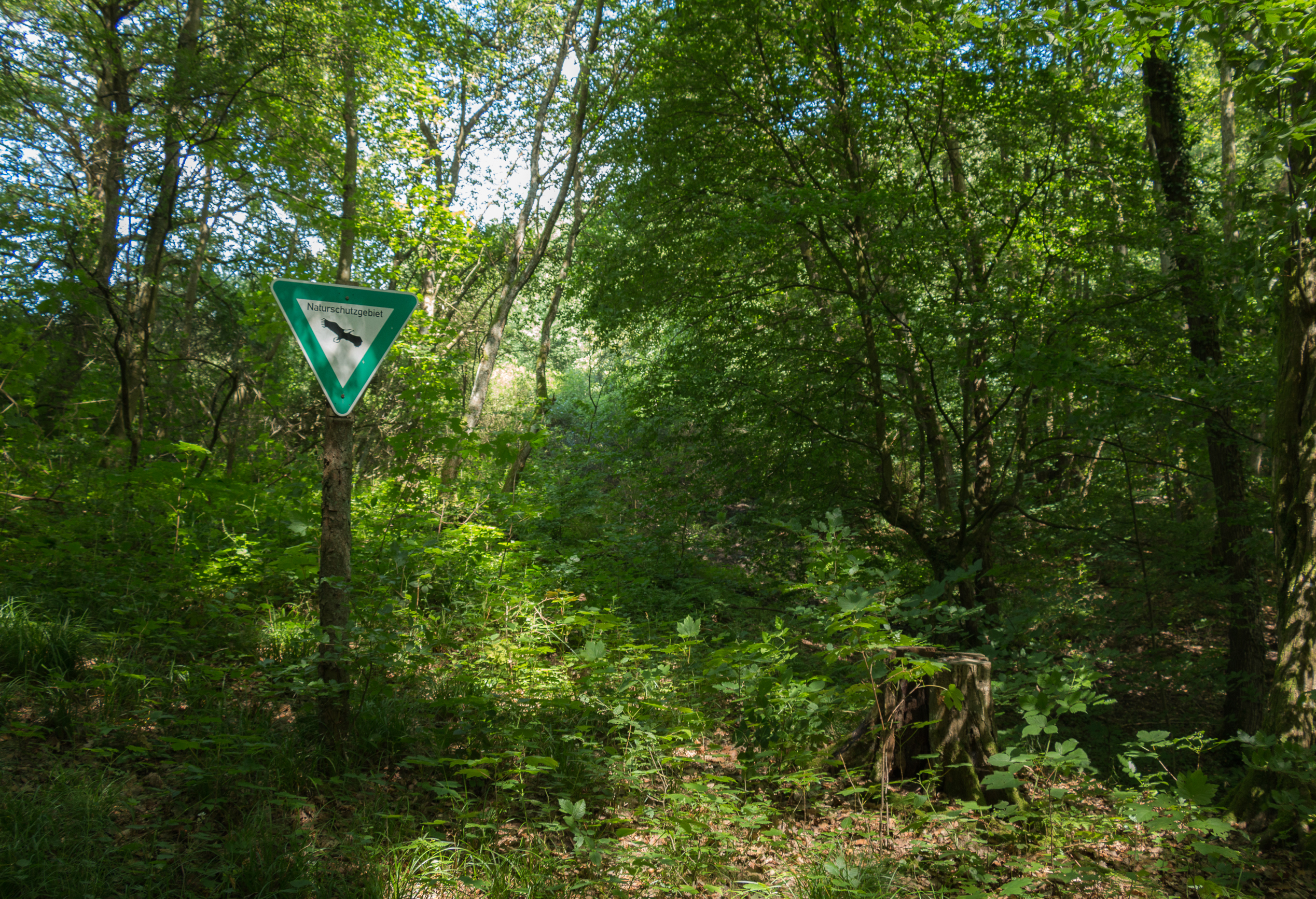
An der Grenze zwischen Georgenborn und Frauenstein